# CentOS Stream
CentOS Streamはコミュニティで開発されているエンタープライズ向けLinuxディストリビューションであり、上流として開発されているFedoraと下流として開発されているRed Hat Enterprise Linuxの間である中流として存在している。CentOS StreamはMeta Platforms（FacebookとWhatsAppで知られる）やX（旧Twitter）で使用されている。

## 歴史
最初のリリースであるCentOS Stream 8は2019年9月24日にCentOS 8と同時にリリースされた。CentOS 8のサポートが終了した際にはThe CentOS ProjectはCentOS Linux 8をCentOS Stream 8に移行するシンプルな方法を提供した。2021年1月13日、The CentOS Projectの理事会はMeta Platforms、Twitter及びVerizonのエンジニアにより提案されたHyperscale SIGの設立を承認した。Hyperscale SIGはCentOS Streamを大規模なインフラに展開することを可能にすることや、パッケージやツール開発におけるコラボレーションに焦点を当てている。
CentOS Stream 9は2021年12月3日にリリースされた。IBM Zアーキテクチャのサポートが追加された。
2023年、Red HatはRed Hat Enterprise Linuxの開発に注力するためにCentOS 7とCentOS Stream 8のサポートを2024年中に終了することを発表した。CentOS Stream 9が移行先の候補として挙げられた。
CentOS Stream 10は2024年12月12日にリリースされた。

## リリース
| バージョン                           | リリース日 | サポート終了日 | カーネル | アーキテクチャ                    |
| ------------------------------------ | ---------- | -------------- | -------- | --------------------------------- |
| 8                                    | 2019-09-24 | 2024-05-31     | 4.18.0   | x86-64, POWER8 LE, AArch64        |
| 9                                    | 2021-12-03 | 2027-05-31     | 5.14.0   | x86-64, POWER8 LE, AArch64, s390x |
| 10                                   | 2024-12-12 | 2030-01-01     | 6.12.0   | x86-64, ARM64, ppc64le, s390x     |
| サポート終了サポート中現行バージョン |            |                |          |                                   |